# Hott Peak
Hott Peak är en bergstopp i Antarktis. Den ligger i Östantarktis. Nya Zeeland gör anspråk på området. Toppen på Hott Peak är 1 336 meter över havet.
Terrängen runt Hott Peak är huvudsakligen kuperad, men åt nordost är den bergig.  Trakten är obefolkad. Det finns inga samhällen i närheten. 